# 扬·佩卡
扬·佩卡（捷克語：Jan Peka，1894年7月27日—1985年1月21日），捷克男子冰球运动员。他曾代表捷克斯洛伐克参加1920年夏季奥林匹克运动会冰球比赛，获得一枚铜牌。他也曾参加1928年和1936年冬季奥林匹克运动会。